# 凤林街道
凤林街道，是中华人民共和国山東省威海市环翠区下辖的一个乡镇级行政单位。

## 行政区划
凤林街道下辖以下地区：
新都花园社区、凤林社区、宋家洼社区、福里社区、杨家台社区、南曲阜社区、府安社区、西曲阜村、东山口村、西山口村、北七夼村、五家疃村、台下村和西庄村。